# Rotvättespindel
Rotvättespindel (Porrhomma errans) är en spindelart som först beskrevs av John Blackwall 1841.  Rotvättespindel ingår i släktet Porrhomma och familjen täckvävarspindlar. Arten är reproducerande i Sverige. Inga underarter finns listade i Catalogue of Life.